# Liceum Ogólnokształcące im. Stefana Żeromskiego w Strzegomiu
Liceum Ogólnokształcące im. Stefana Żeromskiego w Strzegomiu – liceum ogólnokształcące w Strzegomiu, znajdujące się przy ulicy Tadeusza Kościuszki 31.

## Historia szkoły
Szkoła powstała w momencie rozpoczęcia roku szkolnego 1961/1962 dzięki staraniom władz miejskich miasta Strzegomia. W roku szkolnym 1964/1965 powstał zespół wokalno-muzyczny „Paulinki”. W trakcie tegoż roku placówka została całkowicie przekształcona w szkołę średnią (wcześniej w budynku liceum działała także szkoła podstawowa). W 1965 roku wyremontowano aulę. W 1967 roku patronem szkoły został polski pisarz Stefan Żeromski.
W 1975 roku został do budynku szkoły dobudowano pawilon z nowymi pracowniami. Podczas roku szkolnego 1981/1982 została przeprowadzona renowacja elewacji budynku szkoły.

## Dyrektorzy szkoły
- Stanisław Kowalik (1961–1965)
- Edward Rusak (1965–1974)
- Jan Sarnecki (1974–1975)
- Józef Galica (1975–1979)
- Władysław Karczewski (1979–1981)
- Maria Maziarz (1981–1992)
- Regina Puczka (1992–2002)
- Zbigniew Suchyta (2002–2011)
- Tomasz Marczak (2011–2021)
- Ewa Tutka (2021–2022)
- Przemysław Knap (2022–)[2]

## Znani absolwenci
- Marian Dembiński[4] – polityk, nauczyciel, rolnik i działacz związkowy, poseł na polski Sejm III kadencji
- Jan Chmura[5][6] – profesor nauk o kulturze fizycznej, specjalizujący się w fizjologii, fizjologii wysiłku fizycznego oraz teorii sportu
- Małgorzata Ostrowska[2] – armwrestlerka, trenerka personalna kulturystyki i fitness
- bp Adam Rosiek – biskup Katolickiego Kościoła Narodowego w Polsce